# Heinrich Jakob Laspeyres
Heinrich Jakob Laspeyres, auch Jacob/Jakob Heinrich Laspeyres (* 9. April 1769 in Berlin; † 28. November 1809 ebenda) war ein deutscher Verwaltungsjurist und Entomologe.

## Leben und Wirken
Laspeyres stammte aus einer Hugenottenfamilie, die ursprünglich aus Südfrankreich kam und seit dem 17. Jahrhundert in Berlin ansässig war. Er war der Sohn des Kaufmanns Henry Claude Laspeyres und seiner Frau Wilhelmine Elisabeth, geborene Bocquer.
Er besuchte bis 1787 das Joachimsthalsche Gymnasium und begann dann ein Studium der Rechtswissenschaft an der Universität Frankfurt. Anfang 1791 trat er als Referendar bei der Kurmärkischen Kammer in den brandenburgischen Staatsdienst. Im August 1791 wurde er Rat beim Magistrat der Stadt Berlin und war im Polizeidirectorium und der Serviscommission tätig. Nach der Kommunalreform von 1809 wählten ihn die Stadtverordneten zum Stadtrat.
Laspeyres wurde durch seine Kenntnisse in der Entomologie bekannt. Er widmete seine freie Zeit der Untersuchung der Schmetterlinge Europas. 1801 veröffentlichte er eine Monographie zur Familie der Glasflügler unter dem Titel Sesiae Europaeae Iconibus et Descriptionibus illustratae.
Er trug eine umfangreiche Bibliothek zusammen und widmete sich in seinen letzten Jahren der Arbeit an einer Bibliographie der entomologischen Literatur.
Am 12. März 1799 wurde er zum außerordentlichen Mitglied der Gesellschaft Naturforschender Freunde zu Berlin gewählt und am 14. Dezember 1802 als ordentliches Mitglied aufgenommen. Daneben war er seit 1799 Mitglied der Linnean Society of London, seit 1801 der Königlichen Gesellschaft der Wissenschaften zu Göttingen und seit 1808 der Wetterauischen Gesellschaft für die gesamte Naturkunde.
Er war verheiratet mit Magdalene Dorothea, geborene Favreau. Das Paar hatte fünf Kinder.

## Nachwirkung
Seine Schmetterlings-Sammlung gelangte ins Museum für Naturkunde (Berlin).
Die Gattung Laspeyresia (Lepidoptera: Tortricidae) ist nach ihm benannt.

## Werke
- Kritische Revision der neuen Ausgabe des systematischen Verzeichnisses von den Schmetterlingen der Wienergegend. Illiger’s Magazin für Insektenkunde (von Karl Illiger). Braunschweig, Karl Reichard, 1803 (Digitalisat im Internet Archive)
- Sesiae Europaeae Iconibus et Descriptionibus illustratae. 32 pp., 1 pl. Berlin. Digitalisat einer Rezension des Werkes